# سوزي ويلش
سوزي ويلش (بالإنجليزية: Suzy Welch)‏ هي صحفية أمريكية، ولدت في 1959 في بورتلاند في الولايات المتحدة.

## وصلات خارجية
- الموقع الرسمي
- سوزي ويلش على موقع IMDb (الإنجليزية)
- سوزي ويلش على موقع ميوزك برينز (الإنجليزية)
- سوزي ويلش على موقع إن إن دي بي (الإنجليزية)